# Ringwall Rentmauer (Weilrod)
Der Ringwall Rentmauer ist eine Ringwallanlage auf dem 397 m hohen Eichelberg bei Rod an der Weil in der hessischen Gemeinde Weilrod im nordwestlichen Hochtaunuskreis. Sie ist bis dato unerforscht, ist aber vermutlich keltischen Ursprungs.

## Lage und Beschreibung

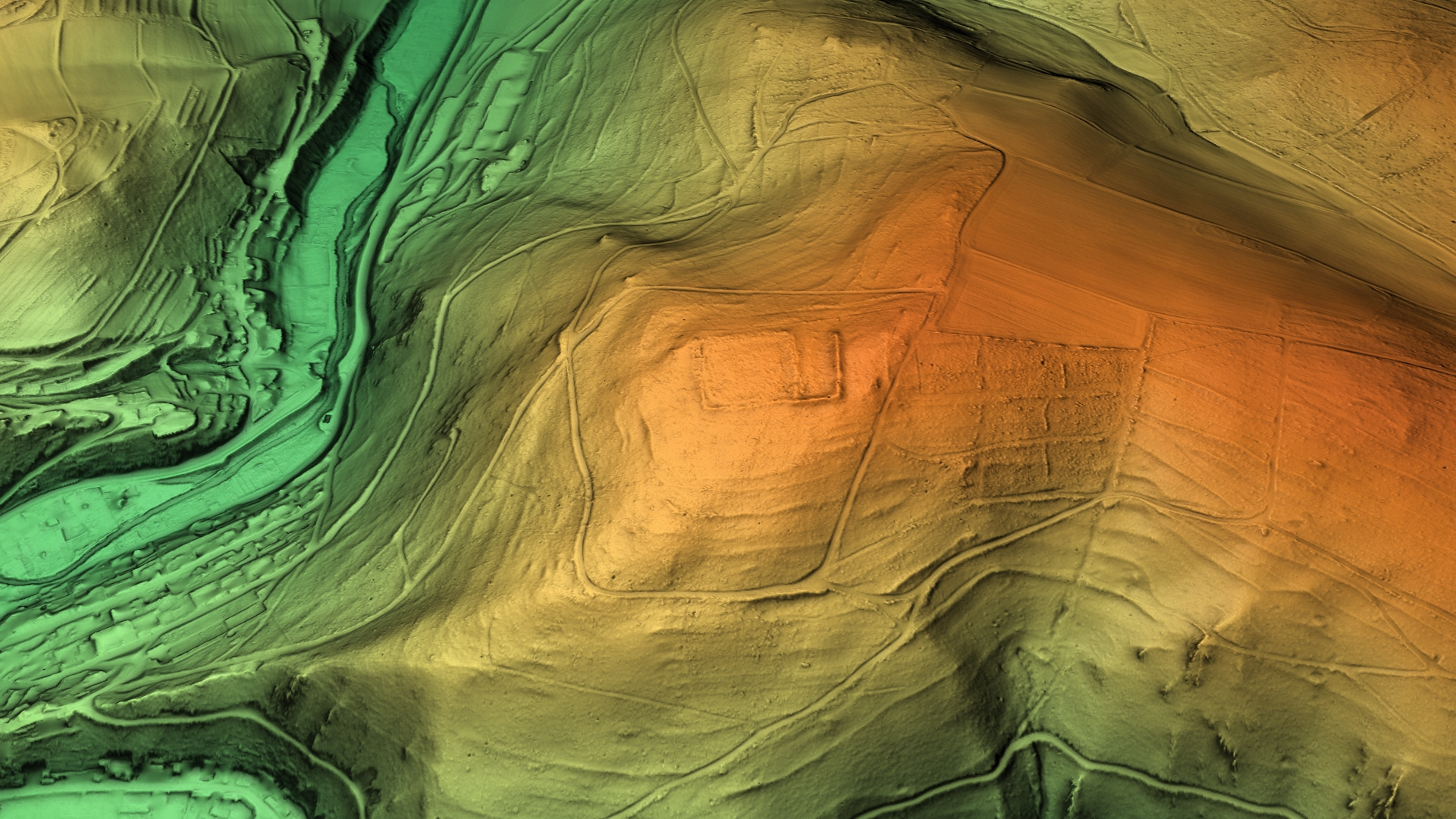
Digitales Reliefbild des Eichelbergs

Der Ringwall liegt westlich der flachen Kuppe des Eichelbergs. Der südliche und westliche Hang fallen steil ab, im Norden ist der Hang mäßig steil und zum Osten hin ist der Übergang zum Berg flach. 
Die Anlage erstreckt sich in Ost-West-Richtung über ca. 118 m und in Nord-Süd-Richtung über ca. 85 m. Teil des Ostbereichs der Anlage ist dabei ein an der Südseite etwa 33 m langer Annex. Die Kernanlage an sich ist ebenso rechteckig, mit Seitenlängen von 75 m bzw. 85 m. Die Nordseite des Annex weist keine Spuren einer Befestigung auf, war also wahrscheinlich vollständig offen. Hinweise auf eine Toranlage finden sich nicht.
Die Anlage an sich bestand aus einer Trockenmauer. Zur angriffsgefährdeten Seite hin, das heißt Richtung Osten, war der Wall am schwächsten ausgebaut. Hier wurde allerdings die Verteidigungssituation durch den Annex deutlich aufgewertet.

## Erkundung der Anlage
Der Ringwall wurde 1849 durch den örtlichen Pfarrer Hannapel erstmals erwähnt und 1909 durch Christian Ludwig Thomas ausführlich beschrieben. Thomas zufolge war die Anlage keine Fluchtburg, sondern vielmehr Fürstensitz. Er datiert sie auf die Frühlatènezeit. Funde, die diese Annahme bestätigen, existieren allerdings bis heute nicht.
Im Juli 2024 beschloss die Gemeindevertretung der Gemeinde Weilrod einen Explorationsauftrag um mehr über die Zeitstellung und Nutzung der Anlage zu erfahren.

## Denkmalschutz
Der Bereich der Wallanlage ist ein Bodendenkmal nach dem Hessischen Denkmalschutzgesetz. Nachforschungen und gezieltes Sammeln von Funden sind genehmigungspflichtig, Zufallsfunde an die Denkmalbehörden zu melden.

## Zugang
Ein markierter Rundwanderweg (5 km) führt von Rod an der Weil zur Ringwallanlage. Er steigt in Serpentinen zur Höhe an und führt dort von links um die Rentmauer herum. Die Überreste des Walls mit losen Steinen des Mauerwerks sind deutlich zu erkennen.

## Galerie

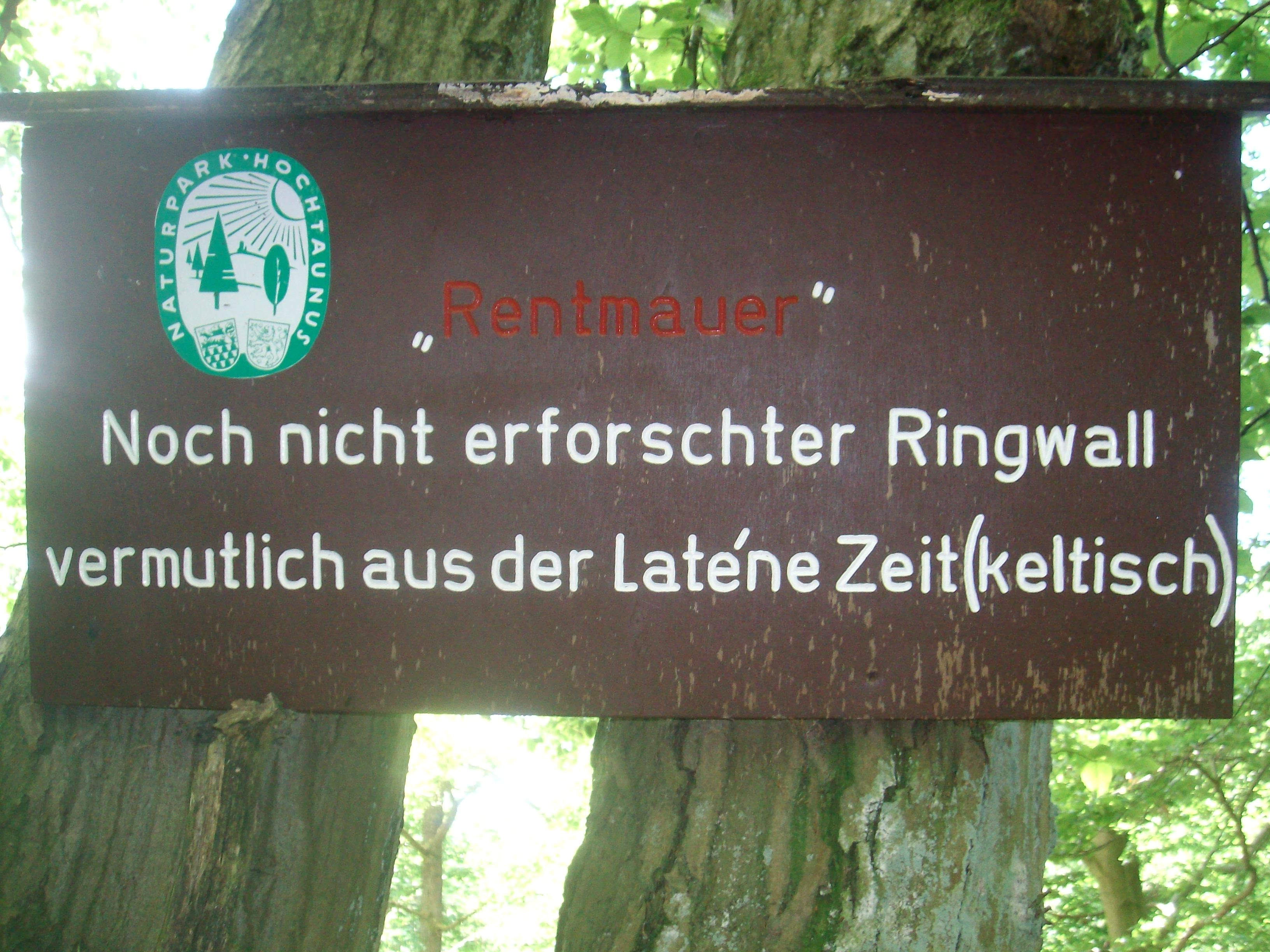
Örtliches Hinweisschild
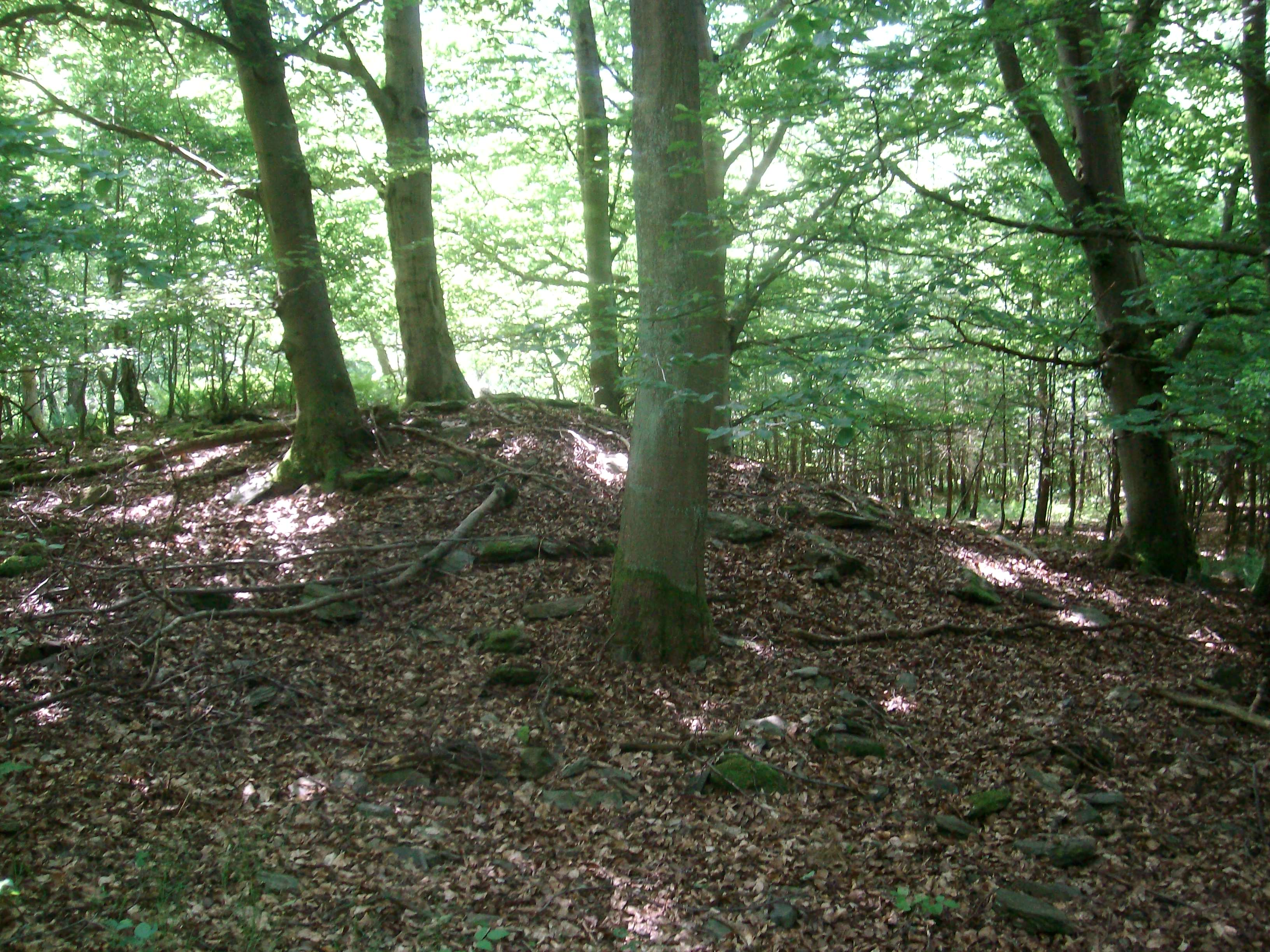
Der westliche Wall am Eingangstor
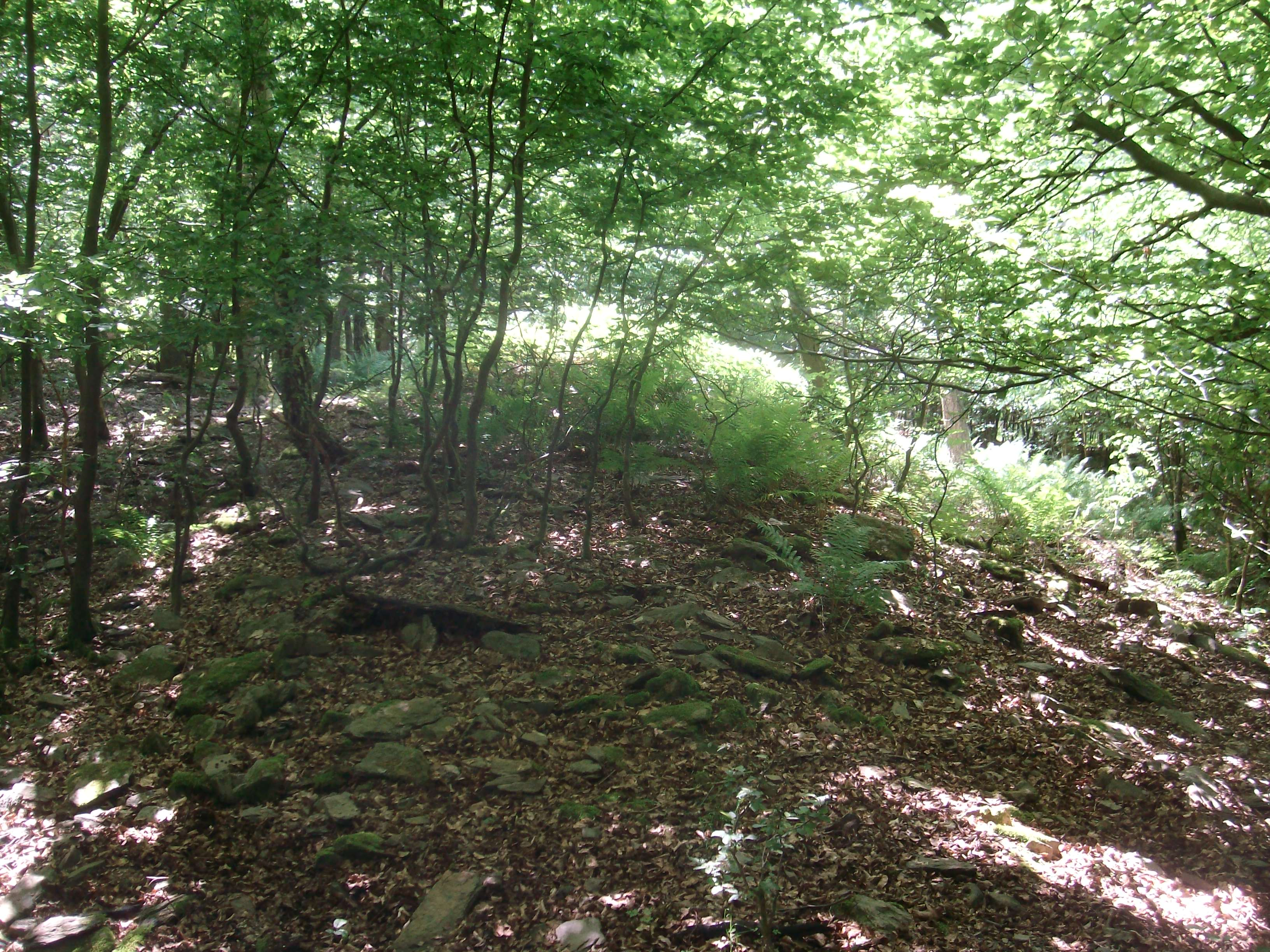
Westlicher Wall, auf dem sich deutlich Reste des Mauerwerks finden
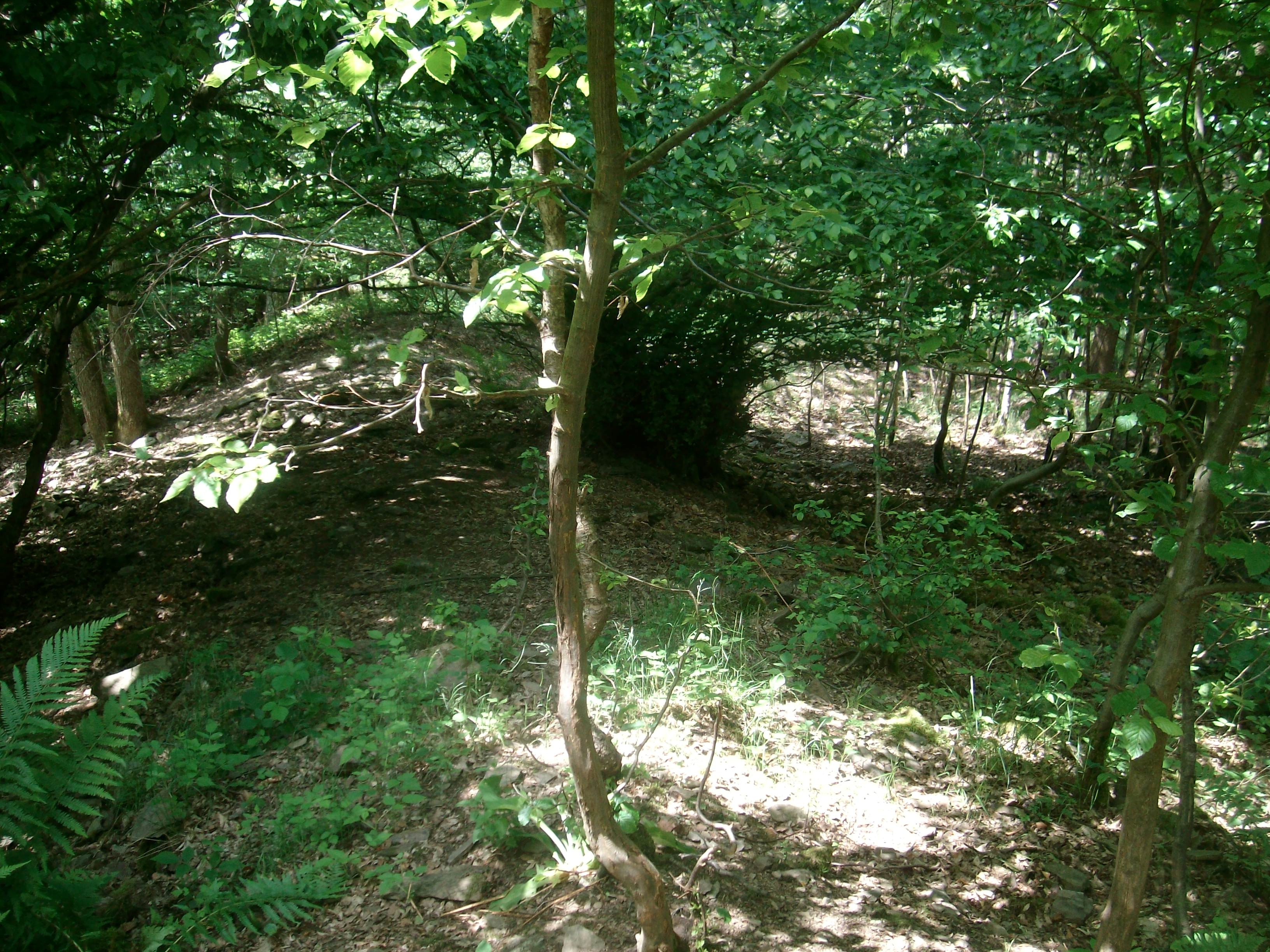
Auch auf dem Südwall zeigen sich die Reste des Mauerwerks
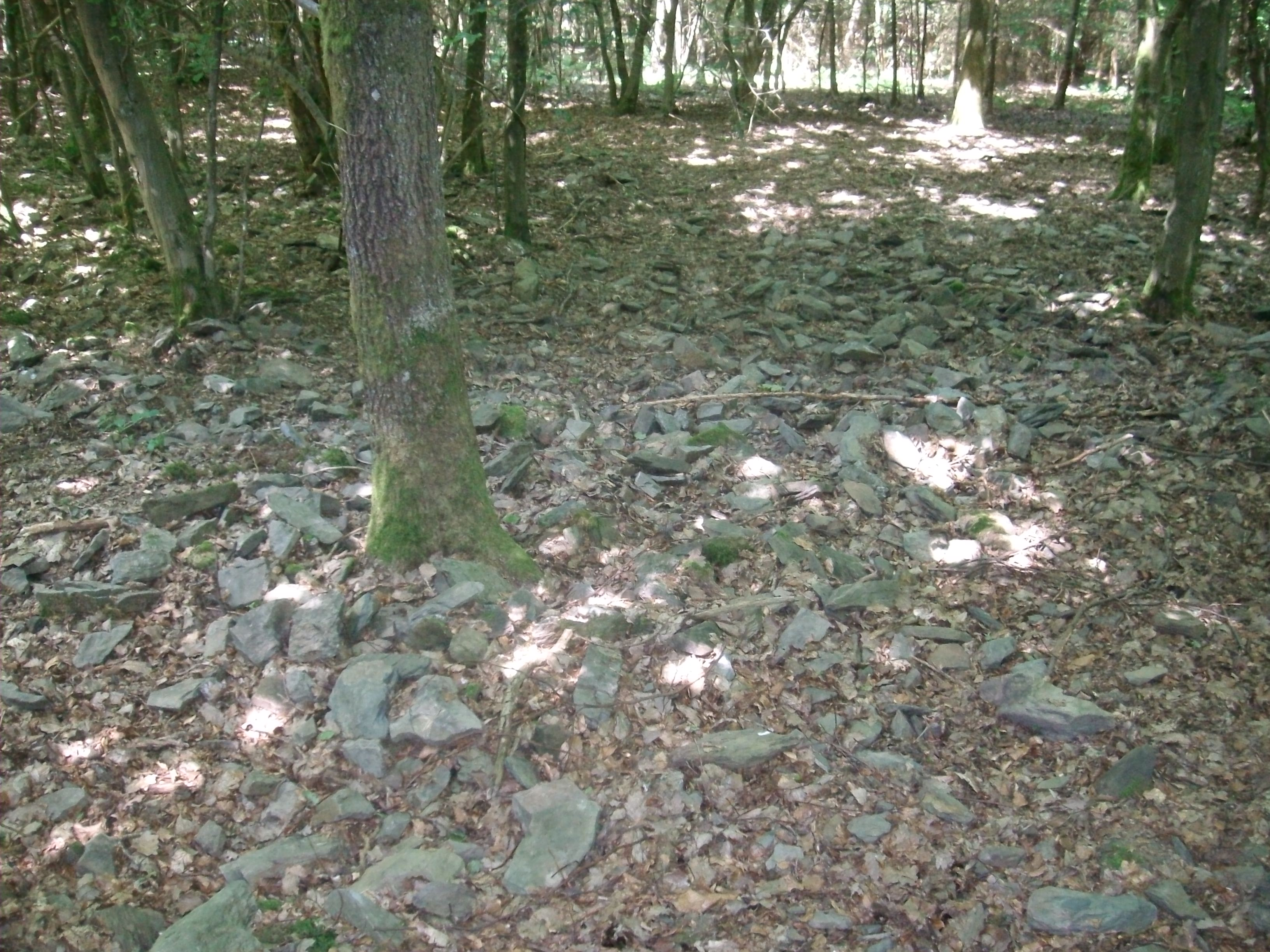
Nord- und Ostwall zeichnen sich auf dem Waldboden im Wesentlichen durch die Reste des Mauerwerks ab